# Liste der Bischöfe von Caserta
Die folgenden Personen waren Bischöfe von Caserta (Italien):
- Rainulf (erwähnt 1113 und 1127)
- Nicolaus (erwähnt 1130)
- Johannes I. (erwähnt 1153 und 1164)
- Porphirius (1178–1183)[1]
- Stabilis (erwähnt 1208)
- Ieronimus (1217–1219)[2]
- Andreas de Capua (1221–1240)[3]
- Rogerius de Caserta (1241–1264)[4]
- Johannes Gaytus (Elekt 1267)[5]
  - Eunichius (Prokurator 1267, unsicher)[6]
- frater Philippus OFM (1267 bis 1274)[7]
- Niccolò dal Fiore (erwähnt 1279)
- Secondo (erwähnt 1285 und 1286)
- Azzo da Parma (1286?–1310)
- Antonio, OFM (erwähnt 1310)
- Benvenuto (1322–1345)
- Gerolamo (1345)
- Niccolò  di S.Ambrogio (1345–1350) (auch Bischof von Sant'Agata de' Goti)
- Giacomo Martono  (1350–1370)
- Francesco, OFM (1370–...)
- Nicola Solimele (1374–...)
- Giovanni de Achillo (erwähnt 1395)
- Ludovico Landi (erwähnt 1397 und 1413)
- Lugerio (1414–1415)
- Giovanni III. Acresta, OP (1415–1440)
- Stefano de Raho (erwähnt 1450)
- Giovanni IV. (erwähnt 1456)
- Cicco da Pontecorvo, OFM (1459–1476)
- Giovanni de' Lioni Gallucci (1476–1493) (auch Bischof von l'Aquila)
- Giambattista Petruzzi (1493–1514)
- Giambattista Boncianni (1514–1532)
- Pietro Lamberti (1533–1541)
- Girolamo Verallo (1541–1544) (auch Bischof von Rossano)
- Girolamo Dandini (1545–1546) (auch Bischof von Imola)
- Marzio Cerboni (1546–1549)
- Bernardino Kardinal Maffei (1549) (auch Erzbischof von Chieti)
  - Federico Kardinal Cesi (1549–1552) (Apostolischer Administrator)
- Antonio Bernardi (1552–1554)
- Agapito Bellomo (1554–1594)
- Benedetto Mandina, CR (1594–1604)
- Diodato Gentile, OP (1604–1610)
- Antonio Diaz (1616–1626)
- Giuseppe Cornea, OP (1626–1637) (auch Bischof von Squillace)
- Fabrizio Soardi (1637–1638)
- Antonio Ricciulli (1639–1641) (auch Erzbischof von Cosenza)
- Brunoro Sciamanna (1642–1646)
- Bartolomeo Cresconi (1647–1660)
- Giambattista Ventriglia (1660–1662)
- Giuseppe de Auxilio (1663–1668)
- Bonaventura Cavalli, OFM (1669–1689)
- Ippolito Berarducci, OSB (1690–1695)
- Giuseppe Schinosi (1696–1734)
- Ettore del Quarto (1734–1747)
- Antonio Falangola (1747–1761)
- Gennaro Maria Albertini, C.R. (1761–1766)
- Niccolò Filomarino, OSBCoel (1767–1781)
- Domenico Pignatelli di Belmonte, CR (1782–1802) (auch Erzbischof von Palermo)
- Vincenzo Rogadei (1805–1816)
- Francesco Saverio Gualtieri (1818–1832)
- Domenico Narni Mancinelli (1832–1848)
- Vincenzo Razzolino (1849–1855)
- Enrico de' Rossi (1856–1893)
- Gennaro Cosenza (1893–1913) (danach Erzbischof von Capua)
- Mario Palladino (1913–1921)
- Natale Gabriele Moriondo, OP (1922–1945)
- Bartolomeo Mangino (1946–1965)
- Vito Roberti (1965–1987)
- Francesco Cuccarese (1987–1990) (auch Erzbischof von Pescara-Penne)
- Raffaele Nogaro (1990–2009)
- Pietro Farina (2009–2013)
- Giovanni D’Alise (2014–2020)
- Pietro Lagnese (seit 2020) (seit 2023 in persona episcopi auch Erzbischof von Capua)